# Broomyshaw
Broomyshaw – wieś w Anglii, w hrabstwie Staffordshire. Leży 29 km na północny wschód od miasta Stafford i 209 km na północny zachód od Londynu.